# Słoweńska Marynarka
Słoweńska Marynarka – niesamodzielny rodzaj sił zbrojnych, integralna część Słoweńskich Sił Zbrojnych, której zadaniem jest obrona wybrzeża. Funkcjonuje jako 430. mornariški divizion (430 Dywizjon Morski), który jest jedyną nawodną jednostką wojskową Słowenii.

## Historia
Siły morskie Słowenii po uzyskaniu niepodległości w roku 1991 były budowane od podstaw w ramach Sił Obrony Terytorialnej Słowenii, nie posiadając w chwili rozpoczęcia ich tworzenia żadnego sprzętu czy wyposażenia. W czasie dziesięciodniowej wojny o niepodległość Słowenii na morzu nie toczyły się żadne poważniejsze działania zbrojne. W roku 1991 w położonym nad granicą z Włochami niewielkim mieście portowym Ankaran powstał pierwszy słoweński pododdział płetwonurków bojowych, wyposażony jednakże w sportowy sprzęt nurkowy, z powodu obowiązującego embarga nałożonego przez ONZ na sprzedaż uzbrojenia i sprzętu wojskowego republikom byłej Jugosławii. W skład dywizjonu wchodzi też grupa płetwonurków. Marynarka Słowenii została utworzona w styczniu 1993 roku, w oparciu o dwa pojugosłowiańskie kutry patrolowe, ale w 1995 roku została rozformowana i zastąpiona przez morskie siły policyjne.
Dopiero gdy w roku 1996 embargo zostało zniesione, Słowenia zakupiła dla marynarki zbudowany w Izraelu 25-metrowy patrolowiec typu Super Dvora Mk II, który został ochrzczony nazwą jednego ze słoweńskich miast „Ankaran” – garnizonu, gdzie dywizjon morski stacjonuje.
W 2008 roku ministerstwo obrony ogłosiło, że Słowenia nabędzie nowy rosyjski okręt patrolowy projektu 10412 (długość 49,5 m, silnik o mocy 3530 kW, prędkość maks. 30 w., załoga 24 ludzi), który miałby być spłacony jako część wielomilionowego rosyjskiego długu wobec Słowenii. Okręt otrzymał nazwę „Triglav”, od najwyższego szczytu górskiego i narodowego symbolu Słowenii.
Specjalnie wyposażony dla słoweńskich potrzeb, ma pełnić wyłącznie rolę patrolową i nie posiada silnego ofensywnego uzbrojenia rakietowego w rodzaju przeciwokrętowych pocisków rakietowych, jakie są standardowo montowane na rosyjskich okrętach tego typu. Okręt „Triglav” ma trzy silniki MTU o mocy 2880 kW każdy, uzbrojony jest w działko przeciwlotnicze typu AK-306, 2 przeciwlotnicze karabiny maszynowe KPW i 16 pocisków Igła. Okręt został zbudowany w rosyjskiej stoczni Ałmaz w Petersburgu, w oparciu o projekt biura konstrukcyjnego Ałmaz i 21 lipca 2010 roku przekazany Słowenii.
W 2015 roku marynarka Słowenii liczyła 56 osób personelu, jej bazą jest Koper.

## Okręty
| Nazwa            | Zdjęcie | Kraj pochodzenia | Klasa                              | Typ                         | Data zakończenia budowy | Data wejścia do służby | Uwagi                                 |
| ---------------- | ------- | ---------------- | ---------------------------------- | --------------------------- | ----------------------- | ---------------------- | ------------------------------------- |
| HPL-21 „Ankaran” |         | Izrael           | patrolowiec typu Super Dvora Mk II | szybki kuter patrolowy      | 1995                    | 1996                   | okręt poszukiwawczo-pościgowy         |
| VNL-11 „Triglav” |         | Rosja            | patrolowiec proj. 10412 Swietlak   | patrolowy okręt przybrzeżny | 2010                    | 21 lipca 2010          | okręt flagowy 430 Dywizjonu Morskiego |